# Fatuma Roba
Fatuma Roba (* 18. prosince 1973) je bývalá etiopská atletka, běžkyně na dlouhé tratě, olympijská vítězka v maratonu z roku 1996.
Před svým olympijským vítězstvím nezaznamenala příliš mezinárodních sportovních úspěchů, pouze třetí místo na mistrovství Afriky v běhu na 10 000 metrů v roce 1993. V samotném olympijském závodě na Letních olympijských hrách v Atlantě v roce 1996 zvítězila s velkým dvouminutovým náskokem před druhou Ruskou Jegorovovou.
Její osobní rekord v maratonu představuje čas 2.23:21 z roku 1998.